# Strabyczowo
Strabyczowo (ukr. Страбичово, węg. Mezőterebes) – wieś na Ukrainie w rejonie mukaczewskim obwodu zakarpackiego. Wieś została założona w 1466 roku.
Znajduje się tu stacja kolejowa Strabyczowo, położona na linii Lwów – Czop.